# Гастон Ребюфа
Гасто̀н Ребюфа̀ (на френски: Gaston Rébuffat) (7 май 1921, Марсилия – 31 май 1985, Париж) е известен френски алпинист, планински водач и писател. На негово име е наречена техниката на захват при катерене „гастон“.

## Биография
Ребюфа започва да катери по крайбрежните скали около Марсилия (Ле Каланк) на 14-годишна възраст. Шестнайсетгодишен се записва във Френския алпийски клуб. Всяко лято катери в Алпите и мечтае за тях през останалата част от годината, затова решава да свърже живота си с планините. През 1940 г. се записва в организацията „Младеж и планина“, където се сприятелява с Лионел Тере (Lionel Terray), друг бъдещ голям алпинист. Премества се в Шамони и на 21-годишна възраст получава свидетелство за високопланински водач, макар че минималната изискуема възраст е 23 години. Работи като инструктор в „Младеж и планина“, във Военното високопланинско училище и в Националната школа по ски и алпинизъм. През 1945 г. е приет в престижното сдружение на водачите от Шамони (Compagnie des guides de Chamonix) и е едва третият „чужденец“ в него след Роже Фризон-Рош и Едуар Френдо (по традиция би трябвало да е роден в долината на Шамони, за да бъде приет). Предприема безброй изкачвания, през лятото работи като планински водач, а през зимата (не е толкова добър скиор, че да работи като ски-инструктор) се опитва да пише. През 1946 г. излиза първата му книга „Чиракът планинар“.
Получава световна известност през 1950 г., когато е ключов участник във френската експедиция до Анапурна, Хималаите, осъществила първото изкачване на осемхилядник. Ребюфа е първият алпинист, изкачил всичките шест големи северни стени на Алпите – Айгер, Гранд Жорас, Матерхорн, Пиц Бадиле, Пти Дрю и Чима Гранде ди Лаваредо. Неговото кредо, че катеренето е акт на хармонично общуване с планината, а не битка с нея, е смятано за радикално по онова време, но е широко възприето впоследствие. Ребюфа прокарва над 40 нови катерачни тура в Алпите, между които първо изкачване на Егюий дю Рок по източния ръб (1944 г.), първо изкачване по северната стена на Дан дю Рекен (на 22 юли 1945 г. с Ж. Куте) и на южната стена на Егюий дю Миди (на 13 юли 1956 г. с Mорис Баке).
Снимката на Ребюфа на алпийската скална игла Егюий дю рок е включена в Златните плочи на Вояджър.
Удостоен е с ордена на Почетния легион (1984). Умира от рак през 1985 г.

## Книги
Автор на много книги на алпийска тематика. Характерен с лиричния си стил на писане, Ребюфа споделя не само опасностите в алпинизма, но и екзалтацията от катеренето, красотата на природата, топлотата на приятелството, смислеността на живота.
Най-известната му книга е „Звезди и бури“ (1954), която получава голямата литературна награда на планината за 1954 г. Издадена е на български през 1967 г. от издателство „Медицина и физкултура“, преиздадена през 2019 г. от „Вакон“.
Някои други книги: „От Монблан до Хималаите“ (1955), „Ле Каланк“ (с Габриел Олив) (1957), „Лед, сняг и скала“, „Между земята и небето“, Монблан – феерична градина“ (1962), „Матерхорн – образцов връх“ (1965) и още много други. Не успява обаче да напише своята версия за експедицията на Анапурна поради подписан договор, че само ръководителят ще има това право.

## Филмография
Ребюфа продуцира няколко филма, посветени на изкачванията му в Алпите. Филмът „Звезди и бури“ (1955) печели Голямата награда на IV международен филмовия фестивал на планинарския филм в Тренто, Италия. Филмът "Между небето и земята (1961) – Голямата награда на Х филмов фестивал в Тренто.